# Oliver Straube
Oliver Straube (Schwaikheim, 13 dicembre 1971) è un ex calciatore tedesco, di ruolo centrocampista.

## Carriera

### Club
Ha giocato 71 incontri e siglato 7 gol in Bundesliga, oltre a 141 presenze e 11 marcature nella seconda divisione tedesca.